# Sandra Schmitt
Sandra Schmitt (Mörfelden, 26 april 1981 - Kaprun, 11 november 2000) was een Duitse freestyleskiester. Ze was gespecialiseerd in het mogulskiën op de onderdelen moguls en dual moguls. Haar grootste succes was het winnen van het wereldkampioenschap freestyleskiën dual moguls bij de vrouwen in 1999.

## Biografie
Vanaf januari 1997 begon Schmitt in de Europacup en vestigde zich met haar overwinning bij haar eerste deelname aan de top. Ze debuteerde bij de wereldkampioenschappen op 5 december van hetzelfde jaar in Tignes, met de 10e plaats bij de moguls won ze tegelijk haar eerste wereldbekerpunten. Met drie verdere top tien plaatsen kwalificeerde ze zich voor de Olympische Winterspelen van 1998 in Nagano, waar ze de 9e plaats behaalde bij de moguls. Op 16 januari won ze in Steamboat Springs haar eerste wereldbekeroverwinning.
Bij de wereldkampioenschappen van 1999 in Hasliberg won Schmitt in de discipline dual moguls de gouden medaille. Daarmee won ze terrein ten opzichte van de Noorse Kari Traa. In het verloop van het wereldbekerseizoen 1999/2000 won ze vier keer en kreeg ze drie keer een podiumplaats. Zowel in de ranglijsten van de moguls als de dual moguls stond ze op de 3e plaats. In het algemeen klassement van de wereldbeker stond ze op de 5e plaats.

### Dood
Een dodelijk ongeval beëindigde de sportcarrière van Schmitt abrupt. Ze kwam op 11 november 2000 op 19-jarige leeftijd om het leven bij de kabeltreinramp in Kaprun, samen met haar ouders en een alpineskitrainingsgroep van het Deutscher Skiverband. In totaal kwamen 155 mensen bij deze ramp om het leven, voor het merendeel skiërs.

## Resultaten

### Olympische Winterspelen
- Nagano 1998: 9e bij de moguls

### Wereldkampioenschappen
- Hasliberg 1999: 1e bij de dual moguls, 5e bij de moguls

### Wereldbeker
- seizoen 1998/1999: 5e bij de dual moguls
- seizoen 1999/2000: 5e in het algemeen klassement, 3e bij de moguls, 3e bij de dual moguls
- 10 podiumplaatsen met 5 overwinningen:

| Datum           | Plaats            | Land   | Discipline  |
| --------------- | ----------------- | ------ | ----------- |
| 16 januari 1999 | Steamboat Springs | USA    | dual moguls |
| 8 januari 2000  | Deer Valley       | USA    | moguls      |
| 29 januari 2000 | Madarao           | Japan  | dual moguls |
| 30 januari 2000 | Madarao           | Japan  | moguls      |
| 15 maart 2000   | Livigno           | Italië | moguls      |

### Verdere resultaten
- 4 podiumplaatsen in de Europacup